# Himmerland Rundt
De Himmerland Rundt is een voormalige eendaagse wielerwedstrijd in Denemarken. De wedstrijd werd in 2011 opgericht en maakte deel uit van de UCI Europe Tour als een 1.2-koers. De wedstrijd vormde een drieluik met Skive-Løbet en Destination Thy.

## Lijst van winnaars

### Overwinningen per land
| Overwinningen | Land       |
| ------------- | ---------- |
| 7             | Denemarken |
| 3             | Nederland  |